# Muzeum Regionalne w Międzychodzie
Muzeum Regionalne w Międzychodzie – muzeum z siedzibą w Międzychodzie. Placówka jest miejską jednostką organizacyjną, stanowiącą oddział Biblioteki Publicznej im. Jana Daniela Janockiego. Jego siedzibą jest pochodzący z początków XX wieku budynek dawnego magistratu.

## Charakterystyka
Zostało otwarte w listopadzie 1976 roku. Jego powstanie było możliwe dzięki zaangażowaniu grupy regionalistów, wśród których byli m.in.: Antoni Taczanowski – wieloletni dyrektor międzychodzkiej biblioteki, Wojciech Łysiak, późniejszy kierownik Instytutu Etnologii Uniwersytetu im. Adama Mickiewicza w Poznaniu oraz Ryszard Skłodowski, który został pierwszym kierownikiem muzeum. W latach 1974–1976 zgromadzono pokaźny zbiór pamiątek regionalnych, które składowano w budynku Zespołu Szkół Zawodowych. Kolekcja ta stała się zaczątkiem zbiorów muzeum.
Aktualnie muzealna ekspozycja zajmuje pięć sal. W pierwszej z nich prezentowane są dawne meble i przedmioty gospodarstwa domowego, natomiast kolejne trzy poświęcone są rzemiosłu (włókiennictwo, kowalstwo) oraz rolnictwu i rybołówstwu. W ostatnim z pomieszczeń prezentowana jest wystawa poświęcona powstaniu wielkopolskiemu (m.in.: mundury, sztandary, odznaczenia, fotografie, mapy sztabowe) i udziałowi w nim mieszkańców ziemi międzychodzkiej (pamiątki po oddziałach: „Sokołów” z Międzychodu, „Zuchów z Kamionny”, kompanii sierakowskiej).
Muzeum jest obiektem całorocznym, czynnym codziennie z wyjątkiem poniedziałków. Wstęp jest płatny.